# Linaburg-Maduell Transparency Index
Le Linaburg-Maduell Transparency Index est un indice de transparence développé par Carl Linaburg et Michael Maduell, cofondateurs du Sovereign Wealth Fund Institute. L’indice comprend 10 critères d’évaluations attribuant un point en cas de coopération du fonds, zéro dans le cas contraire. Chaque fonds est donc noté de 1 à 10, la note maximale reflétant le degré optimal de transparence du fonds.
Le Linaburg-Maduell Transparency Index donne des résultats sensiblement similaires au Truman Index. On constate cependant quelques disparités de résultats. Le fonds des Émirats arabes unis Mubadala fait partie des fonds ayant obtenu la note maximale dans le Linaburg-Maduell Transparency Index, tandis que le classement du Truman Index le place dans les 5 fonds les plus opaques. 
Plusieurs raisons peuvent expliquer cet écart : 
- les dates de réponses aux questionnaires. Les résultats du Truman Index ont été publiés en octobre 2007, tandis que le Linaburg-Maduell Transparency Index a été mis à jour au 2nd trimestre 2009. À ce titre, on observe également des disparités entre les résultats du Linaburg-Maduell Transparency Index du premier et du second trimestre 2009 (voir en annexe) ;
- la consistance du questionnaire. Le Linaburg-Maduell Transparency Index ne contient que 10 questions tandis que le Truman Index en contient 25 ;
- la construction du questionnaire. Dans le cas du Truman Index, les réponses ont été fournies par les fonds souverains eux-mêmes lors d’interviews effectuées avec les administrateurs, tandis que le Linaburg-Maduell Transparency Index n’évalue que la transparence du fonds souverain. Ces deux indices n’évaluent donc pas tout à fait les mêmes caractéristiques de leurs sujets ;
- la quantification d’une évaluation qualitative. Le fait de noter une perception qualitative de l’aspect d’un fonds est à la fois approximatif (les notes s’attribuent par palier, il n’y a pas de « lissage ») et subjectif car laissé à l’appréciation de l’évaluateur ;